# Anna Volkova (chimica)
Anna Fëdorovna Volkova (in russo Анна Фёдоровна Волкова?; ... – 1876) è stata una chimica russa. 
È nota in particolare per il suo lavoro nella chimica organica e per essere stata la prima persona a preparare l'acido orto-toluene solfonico puro, il suo cloruro acilico e la sua ammide, nel 1870, composti che sarebbero diventati importanti nella preparazione della saccarina. Fu inoltre la prima chimica russa, la prima donna a diventare membro della Società Chimica Russa e probabilmente la prima donna al mondo a pubblicare le proprie ricerche svolte in un moderno laboratorio chimico su una rivista scientifica.

## Biografia
Si conoscono poche informazioni sui suoi primi anni. Acquisì la sua formazione chimica seguendo le lezioni pubbliche sistematiche dell'Università di San Pietroburgo alla fine degli anni 1860. Inizialmente lavorò come ricercatrice presso l'Istituto di agricoltura di San Pietroburgo nel laboratorio di Alexander Engelhardt, mentre dal 1870 si spostò all'Istituto tecnologico di San Pietroburgo, nel laboratorio di Pëtr A. Kočubej, e sotto la guida di Dmitrij Ivanovič Mendeleev tenne lezioni di laboratorio per le partecipanti ai corsi pubblici di San Pietroburgo.
Nel 1870 pubblicò sulla rivista Zeitschrift für Chemie due articoli sull'acido orto-toluene solfonico e la sua ammide, che furono probabilmente la prima ricerca in campo chimico pubblicata da una donna che lavorava in un laboratorio moderno ad essere pubblicata su una rivista scientifica.

In seguito a tale pubblicazione fu invitata nella Società Chimica Russa, prima donna a farne parte, e Nikolaj Menšutkin la coinvolse nella redazione e nella compilazione degli abstract degli articoli per la rivista della Società.
Tra il 1870 e il 1873 pubblicò oltre una ventina di articoli scientifici sulla rivista della Società Chimica Russa, in particolare sugli acidi solfonici e i loro derivati. Fu la prima persona a preparare l'acido orto-toluene solfonico puro, il suo cloruro acilico e la sua ammide. Queste ultime due sostanze furono in seguito studiate da Constantin Fahlberg, diventando a partire dal 1878 la base per la produzione della saccarina.

Fu inoltre la prima persona a sintetizzare il para-tricresyl phosphate, derivato del p-cresolo, ancora oggi utilizzato come plastificante.
Nel 1871 Volkova presiedette una sessione di chimica e presentò due relazioni al Terzo Congresso dei Naturalisti Russi a Kiev. Alcuni dei composti da lei sintetizzati furono presentati, insieme ad altri nuovi materiali preparati da altri membri della Secoetà Chimica Russa, durante la World Industrial Exhibition di Londra del 1876.
Volkova morì prematuramente nel 1876, a causa di una malattia causata dalla povertà in cui viveva.
Le è stato dedicato il cratere Volkova sul pianeta Venere.